# Noora Antikainen
Noora Antikainen (Orimattila, 14 de septiembre de 1981) es una deportista finlandesa que compite en tiro, en la modalidad de tiro al plato. Ganó una medalla de plata en el Campeonato Mundial de Tiro al Plato de 2022, en la prueba de foso por equipo.

## Palmarés internacional
| Campeonato Mundial | Campeonato Mundial | Campeonato Mundial | Campeonato Mundial |
| Año                | Lugar              | Medalla            | Prueba             |
| ------------------ | ------------------ | ------------------ | ------------------ |
| 2022               | Osijek (Croacia)   | Medalla de plata   | Foso por equipo    |